# NGC 2626
NGC 2626 – mgławica emisyjna i refleksyjna położona w gwiazdozbiorze Żagla. Została odkryta 2 stycznia 1835 roku przez Johna Herschela.